# NGC 2409
NGC 2409 је расејано звездано јато у сазвежђу Крма које се налази на NGC листи објеката дубоког неба.
Деклинација објекта је - 17° 11' 23" а ректасцензија 7h 31m 36,7s. Привидна величина (магнитуда) објекта NGC 2409 износи 7,3 а фотографска магнитуда 7,5. NGC 2409 је још познат и под ознакама Bochum 4.